# His New Lid
His New Lid é um filme mudo norte-americano de 1910, do gênero comédia, dirigido por D. W. Griffith e Frank Powell, baseado na história His Straw Hat de S. Walter Bunting. O filme foi produzido e distribuído por Biograph Company.

## Elenco
- Thomas H. Ince ... George
- Claire McDowell
- W.C. Robinson
- Lucille Lee Stewart